# 주철환
주철환(朱哲煥, 1955년 5월 29일 - )은 대한민국의 연출가이다. 대한민국 연예계 역사상 예능 PD로서는 처음으로 자신의 이름이 프로그램의 보증수표가 된 '스타 PD'의 원조이다. 2016년 서울문화재단 대표이사에 취임하였다.

## 학력
- 동북고등학교 졸업
- 고려대학교 국어국문학과 학사
- 고려대학교 대학원 국어국문학과 석·박사

## 경력
- 동북 중·고등학교 국어 교사
- 1983년 : MBC TV 프로듀서로 입사
- 1983년 : 고려대학교 교양 국어 강사
- 1986년 : 고려대학교 대학원 박사 과정 수료
- 1985년 : 미국 University of Wisconsin 연수
- 1997년 : MBC 예능운영팀 팀장
- 1997년 : 고려대학교 신문방송학과 강사
- 1998년 : 서울예술대학 방송연예과 강사
- 1999년 : MBC 편성본부 부장 직무 대리
- 1999년 : MBC 예능본부 차장
- 2000년 : 이화여자대학교 언론홍보영상학부 부교수
- 2000년 : 이스타즈 이사
- 2001년 : 문화관광부(현 문화체육관광부) 21세기문화정책위원회 위원
- 2004년 ~ 2007년 : 이화여자대학교 사회과학대학 언론홍보영상학부 교수
- 2004년 : 제 1회 청소년상담지도자대회 제 1기 명예 청소년상담사
- 2007년 7월 ~ 2009년 2월 : OBS 경인TV 사장
- 2009년 ~ 2014년 3월 : JTBC 대PD
- 2010년 10월 : 중앙미디어네트워크 방송제작본부 본부장
- 희망제작소 이사
- C&H 연구소 대표
- 중앙미디어네트워크 상무
- 2014년 4월 ~ : 아주대학교 문화콘텐츠학과 교수
- 2015년 3월 : 세종문화회관 이사회 선임이사
- 2016년 9월 ~ 2018년 7월 : 서울특별시 서울문화재단 대표이사

## 작품

### 연출
- MBC 《퀴즈 아카데미》(1987)
- MBC 《우정의 무대》(1989)
- MBC 《일요일 일요일 밤에》(1991)
- MBC 《TV 청년내각》(1994)
- MBC 《대학가요제》(1994)
- MBC 《토요일 토요일은 즐거워》(1996)
- MBC 《21세기 위원회》(1998)
- MBC 《민족통일 음악회》(1999)

### 출연
- OBS 《주철환과 김미화의 문화전쟁》(2008)
- JTBC 《옐로우박스》(2012)
- JTBC 《행쇼》(2013)

## 상훈
- 1990년: 한국방송대상 우수작품상: 《퀴즈 아카데미》
- 1991년: 한국방송대상 우수작품상: 《우정의 무대》
- 1995년: 백상예술대상 우수작품상: 《일요일 일요일 밤에》
- 1996년: 한국방송위원회 이달의 좋은 프로그램상
- 1997년: 한국방송위원회 프로그램 기획부문 대상
- 1998년: 경실련 선정 시청자가 뽑은 좋은 프로그램상
- 1999년: 한국여성단체연합 평등방송 디딤돌상
- 2000년: 제12회 한국방송프로듀서상 공로상

## 저서
- 《주철환 프로듀서의 숨은 노래찾기》(문음사, 1991년) ISBN 2002170002462
- 《PD는 마지막에 웃는다》(문학과지성사, 1992년) ISBN 2002202000183
- 《30초 안에 터지지 않으면 채널은 돌아간다》(자작나무, 1994년) ISBN 8976762045
- 《상자 속의 행복한 바보》(청맥, 1995년) ISBN 8977080258
- 《사랑이 없으면 희망도 없다》(새로운사람들, 1998년) ISBN 8981201110
- 《시간을 디자인하라》(사람in, 2000년) ISBN 8995101520
- 《나는 TV에서 너를 보았다》(현대문학북스, 2001년) ISBN 898954937X
- 《스타의 향기》(까치, 2002년) ISBN 8972913456
- 《거울과 나침반》(사람in, 2003년) ISBN 8989540372
- 《PD마인드로 성공인생을 연출하라》(사람in, 2006년) ISBN 8989540739
- 《주철환의 사자성어》(춘명, 2008년) ISBN 9788996194200
- 《청춘》(춘명, 2010년) ISBN 9788996194255
- 《더 좋은 날들은 지금부터다》(중앙 M&B, 2013년) ISBN 9788964561843
- 《오블라디 오블라다》(토트, 2013년) ISBN 9788994702377
- 《인연이 모여 인생이 된다》(샘터사, 2015년)

## 음반
- 《다 지나간다》(케이티 뮤직, 2009년)
- 《시위를 당겨라》(미러볼뮤직, 2011년)

## 가계
- 아내 : 손영민(강릉원주대학교 교수)
- 처남 : 손석희(JTBC 보도 담당 사장)

## 같이 보기
- 중앙일보
- OBS경인TV
- 문화방송